# البراءة (فلم 2004)
البراءة (بالفرنسية: Innocence) فيلم بلوغ تجريبي فلسفي درامي. الفيلم من سيناريو واخراج لوسیل هادزیالیلوویك. ومستوحى من رواية للكاتب فرانك فديكند صدرت عام 1903، ومن بطولة ماريون كوتيار. يروي الفيلم احداث عام من حياة الفتيات في السكن الثالث في مدرسة داخلية منعزلة، حيث يصل الطلاب الجدد في التوابيت.

## السمات
في مقابلة على إصدار DVD، قالت المخرجة أن الأطفال الذين يلعبون بدون إشراف في الطبيعة (الغابة، البركة) هي بيئة «تحرير» لهم، بيئة «غير خاضعة للرقابة» لاستكشافها. الماء مهم للغاية، فهو وسيلة مرئية للغاية بأشكاله المتعددة (بما في ذلك داخل أو من تحت السطح)، وهو ضروري وحسي وممتع، ولكنه أيضًا خطير (الغرق)، ويثير العديد من المشاعر. يمكن أن ترمز المياه المتدفقة أيضًا إلى مرور الوقت. إن ديناميكية الأطفال المتعلقة بالكبار، وعدم التقليل من شأنهم أو أفعالهم، مع رؤيتهم كنماذج يحتذى بها، هي تقسيم آخر أراد المخرج التأكيد عليه. الغموض والجودة التي تشبه الحلم هي أيضًا عناصر مهمة في الفيلم. صرحت أنها عززت أو عدلت ألوان الفيلم رقميًا إلىنهارًا للقطات الليلية. تقول المخرجة إنها غير مهتمة بشرح المعنى: «... ما أحبه في السينما يضيع. أنا أحب الأفلام التي لا أفهمها تمامًا، لذا فهي تبقى معي لفترة أطول بعد انتهائها،» و «أعتقد أنه يمكن للجميع العثور على قصصهم الخاصة في الفيلم».

## روابط خارجية
- مقالات تستعمل روابط فنية بلا صلة مع ويكي بيانات